# Liga Mistrzyń siatkarek (2001/2002)
Liga Mistrzyń 2001/2002 – 2. sezon Ligi Mistrzyń rozgrywanej od 2001 roku, organizowanego przez Europejską Konfederację Piłki Siatkowej (CEV) w ramach europejskich pucharów dla żeńskich klubowych zespołów siatkarskich "starego kontynentu".

## Drużyny uczestniczące
- Eczacıbaşı Stambuł
- Foppapedretti Bergamo
- OK Kaštela
- Tenerife Marichal
- Günes Vakifbank Stambuł
- RC Cannes
- Nova KBM Branik Maribor
- Urałoczka Jekaterynburg
- Nafta-Gaz Piła
- Schweriner SC
- Constr. Damesa Burgos

## Rozgrywki

### Faza grupowa
awans do ćwierćfinałów

#### Grupa A
Tabela
| Lp. | Drużyna               | Pkt | Mecze | Mecze | Mecze | Sety | Sety | Sety  | Małe punkty | Małe punkty | Małe punkty |
| Lp. | Drużyna               | Pkt | M     | W     | P     | wyg. | prz. | ratio | zdob.       | str.        | ratio       |
| --- | --------------------- | --- | ----- | ----- | ----- | ---- | ---- | ----- | ----------- | ----------- | ----------- |
| 1   | Foppapedretti Bergamo | 12  | 6     | 6     | 0     | 18   | 4    | 4.500 | 532         | 436         | 1.220       |
| 2   | Eczacıbaşı Stambuł    | 10  | 6     | 4     | 2     | 15   | 7    | 2.143 | 509         | 440         | 1.157       |
| 3   | Tenerife Marichal     | 8   | 6     | 2     | 4     | 7    | 13   | 0.538 | 430         | 474         | 0.907       |
| 4   | OK Kaštela            | 6   | 6     | 0     | 6     | 2    | 18   | 0.111 | 368         | 489         | 0.753       |

Źródło: cev.lu
Zasady ustalania kolejności: 1. liczba zdobytych punktów; 2. wyższy stosunek setów; 3. wyższy stosunek małych punktów.
Punktacja: zwycięstwo – 2 pkt; porażka – 1 pkt
Wyniki
| Data       | Drużyna 1             | Wynik | Drużyna 2             | Sety                              |
| ---------- | --------------------- | ----- | --------------------- | --------------------------------- |
| 05.12.2001 | Eczacıbaşı Stambuł    | 3:0   | Tenerife Marichal     | 25:14, 25:22, 26:24               |
| 05.12.2001 | Foppapedretti Bergamo | 3:0   | OK Kaštela            | 25:17, 25:16, 25:18               |
|            |                       |       |                       |                                   |
| 12.12.2001 | OK Kaštela            | 0:3   | Eczacıbaşı Stambuł    | 17:25, 21:25, 19:25               |
| 12.12.2001 | Tenerife Marichal     | 0:3   | Foppapedretti Bergamo | 17:25, 31:33, 21:25               |
|            |                       |       |                       |                                   |
| 19.12.2001 | OK Kaštela            | 1:3   | Tenerife Marichal     | 25:17, 21:25, 23:25, 21:25        |
| 19.12.2001 | Foppapedretti Bergamo | 3:1   | Eczacıbaşı Stambuł    | 25:23, 25:21, 25:27, 25:18        |
|            |                       |       |                       |                                   |
| 09.01.2002 | Eczacıbaşı Stambuł    | 2:3   | Foppapedretti Bergamo | 26:28, 16:25, 25:16, 25:16, 11:15 |
| 09.01.2002 | Tenerife Marichal     | 3:0   | OK Kaštela            | 26:24, 25:17, 25:15               |
|            |                       |       |                       |                                   |
| 16.01.2002 | Eczacıbaşı Stambuł    | 3:0   | OK Kaštela            | 25:14, 25:17, 25:13               |
| 16.01.2002 | Foppapedretti Bergamo | 3:0   | Tenerife Marichal     | 25:14, 25:14, 28:26               |
|            |                       |       |                       |                                   |
| 22.01.2002 | OK Kaštela            | 1:3   | Foppapedretti Bergamo | 25:21, 12:25, 20:25, 13:25        |
| 22.01.2002 | Tenerife Marichal     | 1:3   | Eczacıbaşı Stambuł    | 14:25, 23:25, 25:16, 17:25        |

#### Grupa B
Tabela
| Lp. | Drużyna                 | Pkt | Mecze | Mecze | Mecze | Sety | Sety | Sety   | Małe punkty | Małe punkty | Małe punkty |
| Lp. | Drużyna                 | Pkt | M     | W     | P     | wyg. | prz. | ratio  | zdob.       | str.        | ratio       |
| --- | ----------------------- | --- | ----- | ----- | ----- | ---- | ---- | ------ | ----------- | ----------- | ----------- |
| 1   | RC Cannes               | 8   | 4     | 4     | 0     | 12   | 1    | 12.000 | 321         | 242         | 1.326       |
| 2   | Günes Vakifbank Stambuł | 6   | 4     | 2     | 2     | 6    | 6    | 1.000  | 273         | 256         | 1.066       |
| 3   | Nova KBM Branik Maribor | 4   | 4     | 0     | 4     | 1    | 12   | 0.083  | 225         | 321         | 0.701       |

Źródło: cev.lu
Zasady ustalania kolejności: 1. liczba zdobytych punktów; 2. wyższy stosunek setów; 3. wyższy stosunek małych punktów.
Punktacja: zwycięstwo – 2 pkt; porażka – 1 pkt
Wyniki
| Data       | Drużyna 1               | Wynik | Drużyna 2               | Sety                       |
| ---------- | ----------------------- | ----- | ----------------------- | -------------------------- |
| 05.12.2001 | RC Cannes               | 3:0   | Günes Vakifbank Stambuł | 25:21, 25:23, 26:24        |
|            |                         |       |                         |                            |
| 11.12.2001 | Günes Vakifbank Stambuł | 3:0   | Nova KBM Branik Maribor | 25:12, 25:18, 25:22        |
|            |                         |       |                         |                            |
| 18.12.2001 | RC Cannes               | 3:0   | Nova KBM Branik Maribor | 25:9, 25:21, 25:14         |
|            |                         |       |                         |                            |
| 09.01.2002 | Nova KBM Branik Maribor | 1:3   | RC Cannes               | 21:25, 14:25, 25:20, 16:25 |
|            |                         |       |                         |                            |
| 16.01.2002 | Nova KBM Branik Maribor | 0:3   | Günes Vakifbank Stambuł | 15:25, 14:25, 24:26        |
|            |                         |       |                         |                            |
| 22.01.2002 | Günes Vakifbank Stambuł | 0:3   | RC Cannes               | 17:25, 18:25, 19:25        |

#### Grupa C
Tabela
| Lp. | Drużyna                 | Pkt | Mecze | Mecze | Mecze | Sety | Sety | Sety  | Małe punkty | Małe punkty | Małe punkty |
| Lp. | Drużyna                 | Pkt | M     | W     | P     | wyg. | prz. | ratio | zdob.       | str.        | ratio       |
| --- | ----------------------- | --- | ----- | ----- | ----- | ---- | ---- | ----- | ----------- | ----------- | ----------- |
| 1   | Urałoczka Jekaterynburg | 12  | 6     | 6     | 0     | 18   | 2    | 9.000 | 489         | 359         | 1.362       |
| 2   | Constr. Damesa Burgos   | 9   | 6     | 3     | 3     | 11   | 10   | 1.100 | 469         | 465         | 1.009       |
| 3   | Nafta-Gaz Piła          | 9   | 6     | 3     | 3     | 10   | 11   | 0.909 | 442         | 494         | 0.895       |
| 4   | Schweriner SC           | 6   | 6     | 0     | 6     | 2    | 18   | 0.111 | 410         | 492         | 0.833       |

Źródło: cev.lu
Zasady ustalania kolejności: 1. liczba zdobytych punktów; 2. wyższy stosunek setów; 3. wyższy stosunek małych punktów.
Punktacja: zwycięstwo – 2 pkt; porażka – 1 pkt
Wyniki
| Data       | Drużyna 1               | Wynik | Drużyna 2               | Sety                       |
| ---------- | ----------------------- | ----- | ----------------------- | -------------------------- |
| 04.12.2001 | Constr. Damesa Burgos   | 3:1   | Nafta-Gaz Piła          | 26:24, 15:25, 25:22, 26:24 |
| 06.12.2001 | Urałoczka Jekaterynburg | 3:0   | Schweriner SC           | 25:14, 25:23, 25:14        |
|            |                         |       |                         |                            |
| 11.12.2001 | Schweriner SC           | 0:3   | Constr. Damesa Burgos   | 21:25, 20:25, 22:25        |
| 12.12.2001 | Nafta-Gaz Piła          | 0:3   | Urałoczka Jekaterynburg | 16:25, 14:25, 16:25        |
|            |                         |       |                         |                            |
| 19.12.2001 | Nafta-Gaz Piła          | 3:0   | Schweriner SC           | 25:21, 25:19, 25:18        |
| 19.12.2001 | Constr. Damesa Burgos   | 1:3   | Urałoczka Jekaterynburg | 17:25, 20:25, 25:23, 14:25 |
|            |                         |       |                         |                            |
| 08.01.2002 | Schweriner SC           | 1:3   | Nafta-Gaz Piła          | 21:25, 29:31, 25:15, 23:25 |
| 09.01.2002 | Urałoczka Jekaterynburg | 3:0   | Constr. Damesa Burgos   | 25:15, 25:18, 25:19        |
|            |                         |       |                         |                            |
| 16.01.2002 | Urałoczka Jekaterynburg | 3:1   | Nafta-Gaz Piła          | 25:21, 25:22, 16:25, 25:14 |
| 16.01.2002 | Constr. Damesa Burgos   | 3:1   | Schweriner SC           | 25:23, 25:21, 21:25, 25:19 |
|            |                         |       |                         |                            |
| 22.01.2002 | Nafta-Gaz Piła          | 3:0   | Constr. Damesa Burgos   | 25:18, 25:16, 25:17        |
| 22.01.2002 | Schweriner SC           | 0:3   | Urałoczka Jekaterynburg | 19:25, 19:25, 14:25        |

### Ćwierćfinały
| Data       | Drużyna 1               | Wynik | Drużyna 2             | Sety                              |
| ---------- | ----------------------- | ----- | --------------------- | --------------------------------- |
| 14.02.2002 | Urałoczka Jekaterynburg | 0:3   | Tenerife Marichal     | 23:25, 23:25, 22:25               |
| 20.02.2002 | Urałoczka Jekaterynburg | 3:2   | Tenerife Marichal     | 22:25, 25:16, 25:20, 23:25, 15:6  |
|            |                         |       |                       |                                   |
| 14.02.2002 | Nafta-Gaz Piła          | 3:2   | RC Cannes             | 28:26, 25:19, 17:25, 8:25, 17:15  |
| 21.02.2002 | Nafta-Gaz Piła          | 0:3   | RC Cannes             | 14:25, 15:25, 15:25               |
|            |                         |       |                       |                                   |
| 13.02.2002 | Günes Vakifbank Stambuł | 3:2   | Eczacıbaşı Stambuł    | 25:16, 20:25, 25:22, 16:25, 17:15 |
| 20.02.2002 | Günes Vakifbank Stambuł | 0:3   | Eczacıbaşı Stambuł    | 19:25, 22:25, 16:25               |
|            |                         |       |                       |                                   |
| 19.02.2002 | Foppapedretti Bergamo   | 3:0   | Constr. Damesa Burgos | 25:18, 25:16, 25:20               |
| 13.02.2002 | Foppapedretti Bergamo   | 3:0   | Constr. Damesa Burgos | 25:15, 28:26, 25:16               |

### Turniej finałowy
Stambuł

#### Półfinały
| Data       | Drużyna 1             | Wynik | Drużyna 2          | Sety                |
| ---------- | --------------------- | ----- | ------------------ | ------------------- |
| 16.03.2002 | RC Cannes             | 3:0   | Tenerife Marichal  | 25:18, 25:12, 25:21 |
| 16.03.2002 | Foppapedretti Bergamo | 3:0   | Eczacıbaşı Stambuł | 25:18, 25:20, 25:20 |

#### Mecz o 3. miejsce
| Data       | Drużyna 1         | Wynik | Drużyna 2          | Sety                              |
| ---------- | ----------------- | ----- | ------------------ | --------------------------------- |
| 17.03.2002 | Tenerife Marichal | 3:2   | Eczacıbaşı Stambuł | 18:25, 25:23, 16:25, 25:20, 15:12 |

#### Finał
| Data       | Drużyna 1 | Wynik | Drużyna 2             | Sety                       |
| ---------- | --------- | ----- | --------------------- | -------------------------- |
| 17.03.2002 | RC Cannes | 3:1   | Foppapedretti Bergamo | 25:19, 25:19, 20:25, 25:18 |

## Klasyfikacja końcowa
| Miejsce | Drużyna             |
| ------- | ------------------- |
| złoto   | RC Cannes           |
| srebro  | Foppadretti Bergamo |
| brąz    | Tenerife Marichal   |
| 4.      | Eczacıbaşı Stambuł  |